# Bryum tessellatum
Bryum tessellatum är en bladmossart som beskrevs av Philibert 1899. Bryum tessellatum ingår i släktet bryummossor, och familjen Bryaceae. Inga underarter finns listade i Catalogue of Life.